# Smarodsia
Smarodsia är ett släkte av svampar. Smarodsia ingår i familjen Pyronemataceae, ordningen skålsvampar, klassen Pezizomycetes, divisionen sporsäcksvampar och riket svampar.